# جان دبلیو. جانستون
جان دبلیو. جانستون (به انگلیسی: John W. Johnston) سناتور سابق عضو حزب دموکرات ایالات متحده آمریکا بود. وی در سال ۱۸۷۰ تا ۱۸۷۱ و ۱۸۷۱ تا ۱۸۸۳ میلادی سناتور ایالت ویرجینیا در سنای ایالات متحده آمریکا بود.